# Piano Battaglia
Piano Battaglia is een plaats (frazione) in de Italiaanse gemeente Petralia Sottana.